# Guy André
Pour les articles homonymes, voir André Guy (homonymie) et André.
Guy André (né à Montréal le 17 novembre 1959) est une personnalité politique québécoise. 

## Biographie
Il a exercé la fonction d’attaché politique auprès du député de Maskinongé, Rémy Désilets, du Parti québécois. Il a été le député bloquiste à la Chambre des communes du Canada dans la circonscription de Berthier—Maskinongé de 2004 à 2011. Il est travailleur social et réside à Pointe-du-Lac. Il est également le père de 2 enfants. Il s'occupe des sujets environnementaux autour de l'eau, comme le dossier des obus du Lac Saint-Pierre, les problèmes des algues bleues et l'exclusion de l'eau dans le traité de l'ALENA.
Il est bachelier en Service social de l’Université du Québec à Montréal et détenteur d’une maîtrise en Service social de l’Université Laval, axée sur le développement local en milieu rural. Il a occupé le poste de travailleur social et organisateur communautaire au Centre de Santé de Maskinongé (mission CLSC) et enseigné l’éthique au Cégep de Trois-Rivières.